# Casa de Habsburgo

Bandera de la Monarquía de los Habsburgo; también usada como la bandera del Imperio Austríaco hasta el Ausgleich de 1867.

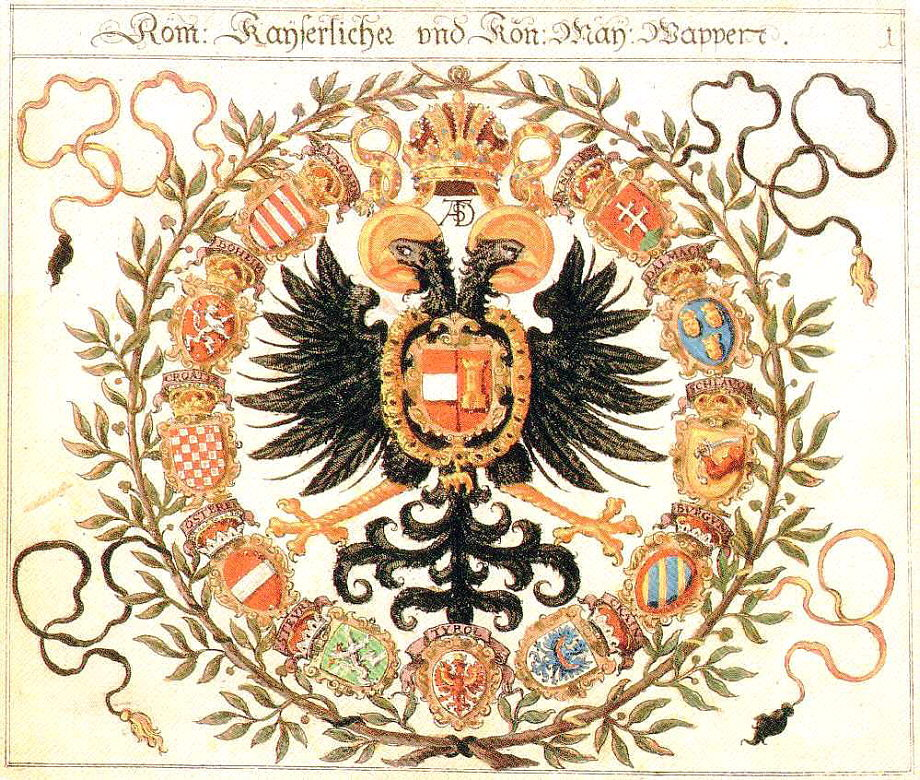
Escudo de armas de un Emperador Habsburgo mostrando la variedad de sus territorios.

La casa de Habsburgo (en alemán: Haus Habsburg), también llamada casa de Austria (Haus Österreich), fue una de las más influyentes y poderosas casas reales de Europa. Los Habsburgo ocuparon el trono del Sacro Imperio Romano Germánico de forma continua desde 1438 hasta 1740; en 1745 lo ocupó el duque Francisco III de Lorena como Francisco I, esposo de María Teresa I de Austria, última representante de los Habsburgo, y sería ocupado por los descendientes de ambos, de la Casa de Habsburgo-Lorena, hasta su disolución en 1806 por Francisco II del Sacro Imperio Romano. Ocuparon en distintos momentos los tronos de España, Portugal, Bohemia, Inglaterra, Hungría, Croacia y el Segundo Imperio Mexicano.
Los Habsburgo eran originarios de un modesto castillo en Argovia, actual Suiza. El fundador de la dinastía, el conde Radbot de Habsburgo (c. 985-1045) pasó a controlar el castillo como vasallo del duque de Suabia a principios del siglo XI. Por medio de una ambiciosa política matrimonial y de alianzas, los Habsburgo comenzaron a extender su influencia hasta que en el siglo XIII Rodolfo I de Habsburgo, que por entonces controlaba ya partes de Alsacia y Argovia, logró ser nombrado rey de romanos en 1273 durante el interregno subsiguiente a la muerte de Federico II de Hohenstaufen. El conflicto entre Rodolfo I y el heredero de los Hohenstaufen, el rey Ottokar II de Bohemia, resultó en que los Habsburgo adquirieran los territorios de Austria, Estiria, Carniola y Carintia, que formarían parte de los territorios centrales de la familia durante el resto de su historia. En 1452 el influyente duque de Austria Federico III fue elegido emperador del Sacro Imperio Romano Germánico, y desde ese momento hasta su disolución los Habsburgo controlaron el trono del Sacro Imperio.
A partir del reinado del emperador Carlos V (1519-1556), la casa de Habsburgo se dividió en dos ramas. La rama principal de los Austrias españoles, que gobernó el Imperio español, se extinguió en 1700 a la muerte de Carlos II de España sin descendencia. La rama cadete de los Habsburgo austríacos, que gobernó el Sacro Imperio Romano y los territorios de Austria-Hungría (y pasó a ser la primogénita tras la desaparición de la española), se extinguió en la línea agnática en 1780 a la muerte de la emperatriz María Teresa I de Austria (1717-1780). 
Los descendientes de María Teresa y de su marido, el emperador Francisco I de Lorena (1708-1765), fundarían la casa de Habsburgo-Lorena. Aunque dinásticamente esta rama forma parte de la rama Vaudemont de la casa de Lorena, la casa de Habsburgo-Lorena heredaría las armas y nombres de la patrilinealmente extinta casa de Habsburgo, además de su vocación como Emperadores del Sacro Imperio Romano Germánico, gobernantes de los distintos dominios del Imperio Habsburgo, y grandes duques de Toscana. Tras la disolución del Sacro Imperio, pasaría a gobernar el Imperio Austro-Húngaro. 
A lo largo de su historia, los Habsburgo fueron:
- Soberanos de Austria (como duques 1282-1453, archiduques 1453-1804 y emperadores 1804-1918),
- Soberanos en Alemania como reyes de romanos y emperadores del Sacro Imperio Romano Germánico (1273-1308 y 1440-1740, 1765-1806),
- Reyes de Hungría (1437-1439, 1445-1457, 1526-1918),
- Reyes de Croacia (1437-1439, 1445-1457, 1526-1918),
- Reyes de Bohemia (1306-1307, 1437-1439, 1453-1457, 1526-1918),
- Reyes de España (1516-1700),
- Reyes de Portugal (1580-1640),
- Reyes de Galitzia y Lodomeria (1772-1918),
- Grandes príncipes de Transilvania (1690-1867),
- Grandes duques de Toscana (1737-1801; 1814-1860)

- Rey de Cerdeña (1713-1720)
- Duques de Parma (1814-1847),
- Duques de Módena (1814-1859),
- Emperador de México (1863-1867).

## De condes a emperadores

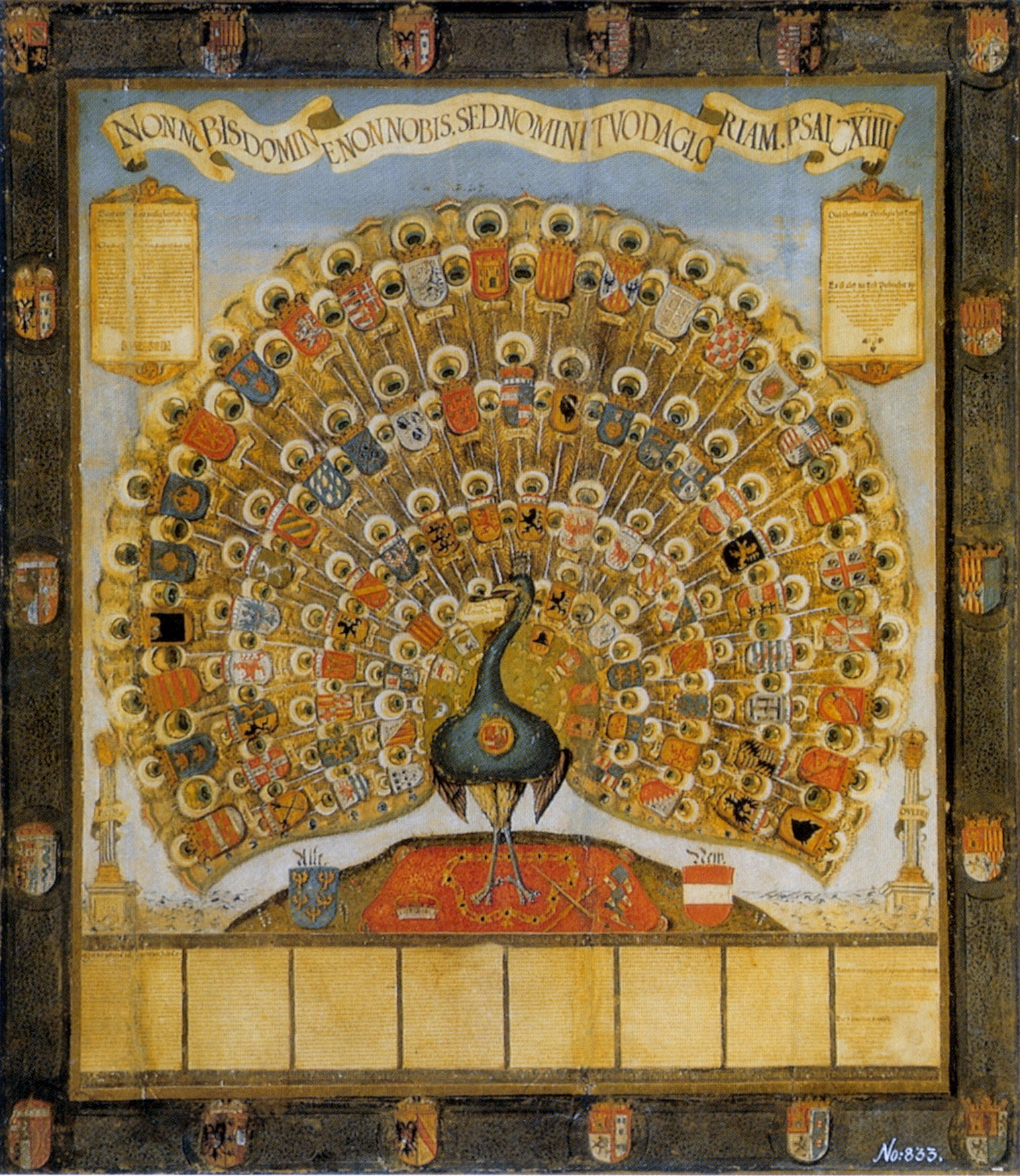
«Pavo real de los Habsburgo» con el blasón de los dominios de la Casa de Habsburgo, 1555.

Árbol genealógico de la casa de Habsburgo

El nombre de Habsburgo proviene del castillo suizo de Habichtsburg (Castillo del halcón), la residencia familiar de los Habsburgo durante los siglos XI, XII y XIII, en lo que hoy es el Cantón de Argovia, en el antiguo ducado de Suabia, en la actual Suiza (Suiza no existía entonces en su forma actual, y las tierras suizas formaban parte principalmente del Sacro Imperio Romano Germánico). Desde el sudoeste de Alemania (principalmente Alsacia, hoy Francia, Brisgovia, Argovia y Turgovia) la familia extendió su influencia y asentamientos a los extremos del sudeste del Sacro Imperio Romano Germánico, aproximadamente lo que es hoy en día Austria (1278-1382). En solo dos o tres generaciones, los Habsburgo habían logrado obtener un alcance inicialmente intermitente en el trono imperial que duraría siglos (1273-1291, 1298-1308, 1438-1740 y 1745-1806).
Después del matrimonio de Maximiliano I con María, heredera de Borgoña (que controlaba los Países Bajos) y el matrimonio de su hijo Felipe el Hermoso con Juana, heredera de España y su recién fundado imperio, Carlos V heredó España, Italia del sur, Austria y los Países Bajos. En 1580 su hijo Felipe II heredó Portugal y sus colonias.
Bajo Maximiliano II, los Habsburgo adquirieron primero la tierra donde después construirían el Palacio de Schönbrunn: el palacio de verano de los Habsburgo en Viena y uno de los símbolos más duraderos de la dinastía.

### División de la Casa: los Habsburgo austríacos y los Habsburgo españoles
Después de la asignación el 21 de abril de 1521 de las tierras austríacas a Fernando I, por su hermano, el Emperador Carlos V (también rey Carlos I de España) (1516-1556), la dinastía se dividió en una rama austríaca y una española. Los Habsburgo austríacos llevaron (después de 1556) el título de Emperador del Sacro Imperio Romano Germánico, así como de las tierras hereditarias de los Habsburgo y los Reinos de Bohemia y Hungría, mientras los Habsburgo españoles gobernaban sobre los reinos españoles, los Países Bajos, las posesiones españolas en Italia provenientes de la Corona de Aragón, y durante un tiempo, Portugal. Hungría, nominalmente bajo el reinado de los Habsburgo desde 1526 pero en su mayor parte bajo ocupación turca otomana durante 150 años, fue reconquistada en 1683-1699.
Los Habsburgo españoles desaparecieron en 1700, debido a que Carlos II de España, a pesar de su vasta formación y altas capacidades para gobernar, sufría de una débil salud y no pudo engendrar descendencia. No obstamte, la dinastía de los Habsburgo españoles continuó con la descendencia de Juan José de Austria (único hijo ilegítimo reconocido por Felipe IV) y de Carlos Fernando de Austria y Manrique. Tras la muerte de Carlos II se produjo la Guerra de Sucesión Española, cosa que se repetiría con los Habsburgo austríacos en 1740, originando la Guerra de Sucesión Austriaca. Sin embargo, la heredera del último Habsburgo austríaco (María Teresa) se casó con Francisco Esteban, Duque de Lorena, ambos bisnietos del Emperador Habsburgo Fernando III, pero desde diferentes emperatrices. Sus descendientes continuaron la tradición de los Habsburgo de Viena bajo el nombre dinástico Habsburgo-Lorena. Se especula a menudo que los matrimonios consanguíneos entre ambas líneas contribuyeron a su extinción, pero hubo pocos matrimonios de este tipo en la línea austríaca. La muerte de las jóvenes herederas por viruela fue la causa.

### Casa de Habsburgo-Lorena: el Imperio austríaco

Los emperadores del Sacro Imperio Romano Germánico

El 6 de agosto de 1806 se disolvió el Sacro Imperio Romano Germánico bajo la reorganización de Alemania del emperador francés Napoleón Bonaparte. Sin embargo, como anticipación de la pérdida de su título de Emperador del Sacro Imperio Romano Germánico, Francisco II se declaró a sí mismo Emperador de Austria hereditario (como Francisco I) el 11 de agosto de 1804, tres meses después de que Napoleón se hubiera declarado a sí mismo Emperador de los franceses el 18 de mayo de 1804.
El emperador Francisco I de Austria usó el gran título oficial: «Francisco I, por la gracia de Dios Emperador de Austria; Rey de Jerusalén, Hungría, Bohemia, Dalmacia, Croacia, Eslavonia, Galitzia y Lodomeria; Archiduque de Austria; Duque de Lorena, Salzburgo, Wurzburgo, Franconia, Estiria, Carintia y Carniola; Gran Duque de Cracovia; Gran Príncipe de Transilvania; Margrave de Moravia; Duque de Sandomir, Masovia, Lublin, Alta y Baja Silesia, Auschwitz y Zátor, Teschen y Friul; Príncipe de Berchtesgaden y Mergentheim; Conde de Habsburgo, Gorizia y Gradisca y del Tirol; y Margrave de Alta y Baja Lusacia e Istria, Señor de las Tierras de Volinia, Podlaquia y Berzesz, de Trieste, de Freudental y Eulenburg y de la Marca Víndica ».
En 1867 se dio autonomía efectiva a Hungría bajo los términos del Ausgleich o 'compromiso' (véase Imperio austrohúngaro) hasta la deposición de los Habsburgo de Austria y Hungría en 1918 después de la derrota en la Primera Guerra Mundial.
El líder actual de la familia de los Habsburgo es Carlos de Habsburgo-Lorena, el hijo mayor del Archiduque Otto.

## Los Habsburgo en Alemania: Emperadores del Sacro Imperio Romano Germánico y reyes de Romanos
- Rodolfo I, rey de romanos (1273-1291).
- Alberto I, rey de romanos (1298-1308).
- Federico el Hermoso, rey de romanos rival entre 1314 y 1325, y legítimo entre 1326 y 1330.
- Alberto II, rey de romanos (1438-1439).
- Federico III, rey de romanos (1440-1452) y después emperador hasta 1493.
- Maximiliano I, rey de romanos (1486-1508) y después emperador electo hasta 1519.
- Carlos V, rey de romanos (1519-1520), emperador electo en 1520 y coronado en 1530; su abdicación no fue reconocida hasta 1558.
- Fernando I, rey de romanos (1531-1558) y después emperador (1558-1564).
- Maximiliano II, rey de romanos (1562-1564) y después emperador (1564-1576).
- Rodolfo II, rey de romanos (1575-1576) y después emperador (1576-1612).
- Matías, emperador (1612-1619).
- Fernando II, emperador (1619-1637).
- Fernando III, rey de romanos (1636-1637) y después emperador (1637-1657).
- Fernando IV, rey de romanos (1653-1654).
- Leopoldo I, emperador (1658-1705).
- José I, rey de romanos (1690-1705) y después emperador (1705-1711).
- Carlos VI, emperador (1711-1740).
- José II, rey de romanos (1764-1765) y después emperador (1765-1790).
- Leopoldo II, emperador (1790-1792).
- Francisco II, emperador (1792-1806).

## Los Habsburgo en Austria y en España
Antes de la ascensión de Rodolfo a rey de Alemania, los Habsburgo fueron Condes en lo que es hoy el sudoeste de Alemania y Suiza.

### Antecesores
- Guntram, el Rico (ca. 930-985/990). Padre de:
- Lanzelin de Altenburgo (f. 991). Además de Radbot, tuvo hijos llamados Rodolfo I, Werner y Landolfo.

### Condes de Habsburgo

Escudo de armas de los primeros condes de Habsburgo.

- Radbot I de Klettgau construyó el Castillo de Habsburgo (ca. 985-1035). Además de Werner I, tuvo dos hijos más: Otón I, que se convertiría en conde de Sundgau en Alsacia y Alberto I.
- Werner I, Conde de Habsburgo (1025/1030-1096). Además de Otón II, tuvo otro hijo, Alberto II, que fue alguacil de Muri de 1111 a 1141 tras la muerte de Otón II.
- Otón II de Habsburgo; el primero en llamarse a sí mismo «de Habsburgo» (f. 1111). Padre de:
- Werner II de Habsburgo (alrededor de 1135; f. 1167). Padre de:
- Alberto III de Habsburgo (el Rico), f. 1199. Con él, los territorios de los Habsburgo se expandieron hasta cubrir la mayoría de lo que es hoy la Suiza de habla alemana. Padre de:
- Rodolfo II de Habsburgo (f. 1232). Padre de:
- Alberto IV de Habsburgo (f. 1239/1240), padre de Rodolfo IV de Habsburgo, que más tarde sería rey de romanos Rodolfo I. Entre Alberto IV y su hermano Rodolfo III se dividieron las propiedades de los Habsburgo, quedándose Alberto las partes del oeste y Argovia y Rodolfo III las partes del este (Laufenburg, Waldshut, Klekgau), que daría lugar a la rama Habsburgo-Laufenburg.

### Rama secundaria: Habsburgo-Laufenburg y Habsburgo-Klekgau
Después de la muerte Rodolfo III en 1229 y de su hijo Godofredo I en 1271, los Habsburgo-Laufenburg se dividieron en los señores de Laufenburg y los condes de Klekgau. La primera rama de Laufenburg deriva de Rodolfo IV (†1315), hijo de Godofredo, y se extinguió en 1408 al morir Juan IV. La segunda rama de Klekgau deriva de Eberhard I, hijo de Godofredo, y se extinguió en 1415 al fallecer Eggon II, reuniéndose sus territorios con la línea principal de los Habsburgo.

### Rama principal: duques de Austria
En la Baja Edad Media, cuando los Habsburgo expandieron sus territorios hacia el este, a menudo gobernaron como duques del Ducado de Austria que cubría solo lo que hoy es Baja Austria y la parte oriental de Alta Austria. Las posesiones de los Habsburgo también incluían Estiria y entonces se expandieron hacia el oeste para incluir Carintia y Carniola en 1335 y Tirol en 1363. Sus dispersas posesiones originales en el sur de Alsacia, sudoeste de Alemania y Vorarlberg eran conocidas colectivamente como Austria Anterior. Los duques de Habsburgo perdieron gradualmente sus tierras originales al sur del Rin y el Lago de Constanza por la expansión de la Antigua Confederación Suiza. Los duques de Austria también gobernaron Austria Anterior hasta 1379; a partir de ese año, Austria Anterior fue gobernada por el conde de Tirol.

- Rodolfo I, hijo y sucesor de Alberto IV, conde de Habsburgo desde 1240 y también duque de Austria, Estiria, Carintia y Carniola (1278-1282), rey de romanos (1273-1291).
- Alberto I, hijo de Rodolfo I y hermano Rodolfo II, duque (1282-1308); fue rey de romanos (1298-1308).
  - Rodolfo II, hijo de Rodolfo I, duque de Austria y Estiria junto con su hermano (1282-1283), fue desposeído por su hermano, el cual sería asesinado por uno de los hijos de Rodolfo, Juan el Parricida.
  - Rodolfo III, el hijo mayor de Alberto I, designado duque de Austria y Estiria (1298-1307).
- Federico I el Hermoso (Friedrich der Schöne), hermano de Rodolfo III. Duque de Austria y Estiria (1308-1330). Elegido rey rival de Romanos entre 1314 y 1325, y reconocido como tal por el emperador Luis IV desde 1326.
  - Leopoldo I, hermano del anterior, duque de Austria y Estiria (1308-1326).
- Alberto II, hermano de los dos precedentes, duque en Austria Anterior (1326-1358), duque de Austria y Estiria (1330-1358), duque de Carintia y Carniola después de 1335.
  - Otón el Alegre (der Fröhliche), hermano del anterior, duque de Austria y Estiria (1330-1339) junto con su hermano, duque de Carintia y Carniola después de 1335. Le sucedieron sus hijos de forma nominal, ya que ambos eran menores:
    - Federico II (1339-1344) y
    - Leopoldo II (1339-1344).

Debido a que ambos murieron a edad temprana, sus derechos revirtieron a su tío Alberto II.
A la muerte de Alberto II (1358), le heredaron sus hijos Rodolfo IV, Federico III (duque de Carintia, †1362), Alberto III y Leopoldo III; pero dado que los tres últimos eran menores, el gobierno efectivo lo ejerció Rodolfo IV.
- Rodolfo IV el Fundador (der Stifter), el hijo mayor de Alberto II. Duque de Austria y Estiria (1358-1365), conde de Tirol después de 1363.

A la muerte de Rodolfo IV, sus hermanos Alberto III y Leopoldo III gobernaron juntos las posesiones de los Habsburgo de 1365 a 1379, cuando dividieron los territorios en el Tratado de Neuberg, quedándose Alberto el Ducado de Austria y gobernando Leopoldo Estiria, Carintia, Carniola, Tirol y Austria Anterior.

#### A. Línea albertina: Duques de Austria
- Alberto III, duque de Austria de 1365 a 1395 (desde 1386, al morir Leopoldo también gobernó sobre las posesiones de este), conde de Tirol (1365-1395).
- Alberto IV, duque de Austria (1395-1404), en conflicto con Leopoldo IV.
- Alberto V, duque de Austria (1404-1439), rey de romanos (1438-1439) como Alberto II.
- Ladislao el Póstumo, hijo del anterior, duque de Austria (1440-1457).

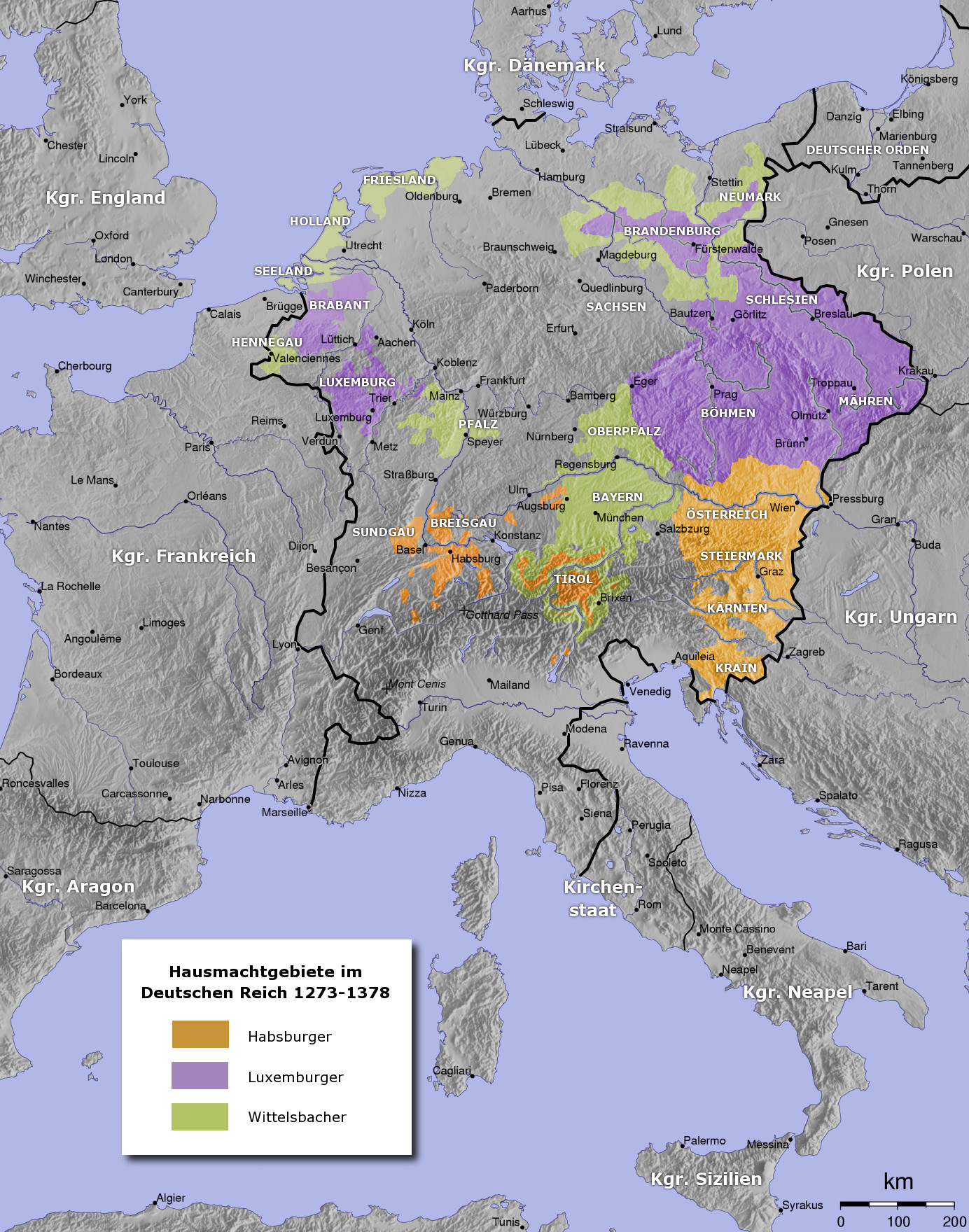
El Sacro Imperio Romano Germánico desde 1273 hasta 1378.
----
Tierras Habsburgo

#### B. Línea leopoldina: Duques de Estiria, Carintia, Carniola, Tirol
- Leopoldo III, duque de Estiria, Carintia, Carniola, Tirol y Austria Anterior de 1365 a 1386, cuando murió en la Batalla de Sempach.
- Guillermo, hijo de Leopoldo III, duque en Austria Interior (Carintia, Carniola, Estiria) (1386-1406).
  - Leopoldo IV, hijo de Leopoldo III, corregente con su hermano Guillermo, desde 1391 duque en Austria Anterior, conde de Tirol (1395-1411).

##### B.1. Sublínea leopoldina-Austria Interior
- Ernesto el Férreo (der Eiserne), duque de Austria Interior (1406-1424). Fue hermano y sucesor de Guillermo.
- Federico V, hijo de Ernesto, rey de romanos en 1440 y Emperador en 1452. Fue duque en Austria Interior desde 1424 hasta 1493 con su hermano Alberto VI. Guardián de Segismundo (1439-1446) y de Ladislao Póstumo (1440-1452). A la muerte de Ladislao (1457), adquirió el ducado de Austria.
  - Alberto VI, hijo de Ernesto, fue duque en Austria Interior de 1424 a 1463 con su hermano Federico V, regente de Austria Anterior (1446-1463), duque de Austria (1457-1463) a la muerte de Ladislao (1457).

##### B.2. Sublínea Leopoldina-Tirol
- Federico IV, hermano y sucesor de Leopoldo IV, conde de Tirol desde 1406 y duque en Austria Anterior desde 1411. Falleció en 1439.
- Segismundo, conde de Tirol y duque en Austria Anterior (1439-1490). Hasta 1446 bajo la tutela de Federico V.

Segismundo no tuvo hijos y adoptó a Maximiliano I, hijo del duque Federico V (emperador Federico III). Con Maximiliano, las posesiones de los Habsburgo se unirían de nuevo bajo un único gobernante, después de que reconquistara el Ducado de Austria tras la muerte de Matías Corvino, quien residió en Viena y se nombró duque de Austria (1485-1490).
- Maximiliano I, archiduque de Austria (1493-1519), rey de romanos (1486-1508) y después Emperador electo hasta 1519.
- Carlos I, archiduque de Austria (1519-1521), rey de romanos (1519-1520), Emperador electo en 1520 y coronado en 1530; su abdicación no fue reconocida hasta 1558; rey de España (1516-1556). Carlos I, archiduque de Austria y rey de España (emperador Carlos V), dividió la Casa de Habsburgo en las líneas austríaca y española.

### Habsburgos españoles: reyes de España (1516-1700) y reyes de Portugal (1580-1640)

Armas de Carlos I de España y V del Sacro Imperio

Mapa de los territorios de la Corona, bajo el reinado de Carlos I, sin incluir el Imperio alemán y Austria (que luego heredaría Fernando) en 1556, esto es, solo los territorios que heredaría Felipe II (1550), y que después formarían la unión con Portugal en 1580.

Los Habsburgo reinaron en España constituyendo la estirpe denominada Casa de Austria. En consecuencia, cada uno de aquellos monarcas y todo su linaje ostentaron el de Austria, y nunca el de Habsburgo como apellido familiar. Así figura en todo tipo de documentos, inscripciones, lápidas, creaciones artísticas contemporáneas a ellos, etc. Solo desde finales del s. XX se empieza a generalizar de forma imprecisa el uso del apellido Habsburgo para referirse a los de la dinastía que rigió España durante los siglos XVI y XVII.
- Felipe I de Castilla, segundo hijo de Maximiliano I, se casó con Juana la Loca, hija de los Reyes Católicos y así llegó a ser rey de Castilla en 1506 y antecesor de la Casa de Habsburgo en España.
- Carlos I (1516-1556), emperador electo en 1520 y coronado en 1530, cuya abdicación no fue reconocida hasta 1558; dividió la Casa de Habsburgo en las líneas austríaca y española.
- Felipe II de España (1556-1598), también Felipe I de Portugal (1580-1598).
- Felipe III, también Felipe II de Portugal (1598-1621).
- Felipe IV (1621-1665), también Felipe III de Portugal (1621-1640).
- Carlos II (1665-1700).

Con Carlos II se extinguió la línea de los Habsburgo españoles. Tras la Guerra de Sucesión se impidió el acceso al trono español a los Habsburgo austríacos en beneficio de la Casa de Borbón.

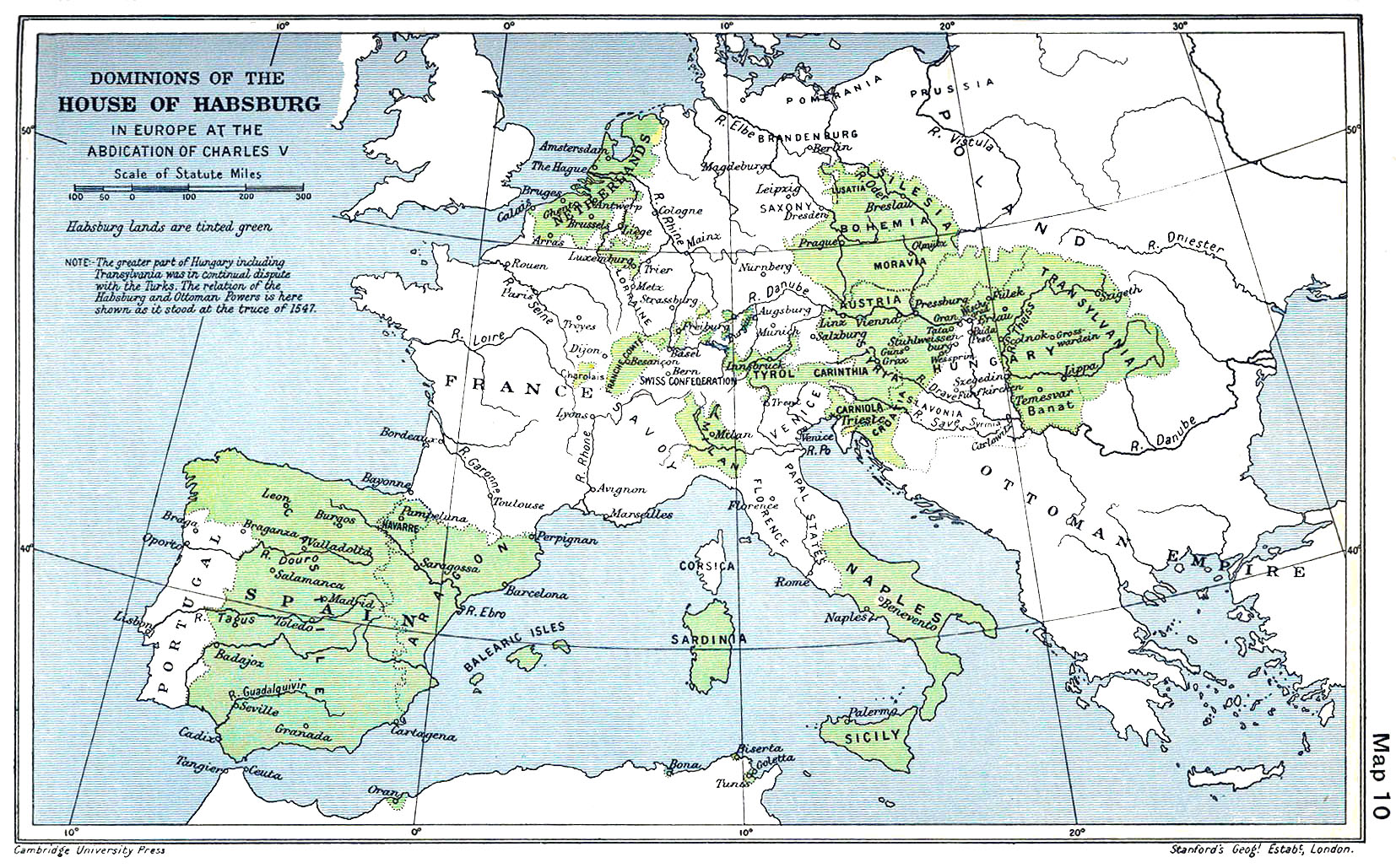
Mapa de los territorios de los Habsburgo (en verde) después de la batalla de Mühlberg (1547).

### Habsburgos austríacos: Emperadores del Sacro Imperio Romano Germánico, Archiduques de Austria
- Fernando I, hermano y sucesor del emperador Carlos V, archiduque de Austria (1521-1564), rey de romanos (1531-1558) y después emperador (1558-1564).

#### A. Línea de los Archiduques de Austria
- Maximiliano II, hijo y sucesor del emperador Fernando I, archiduque de Austria (1564-1576), rey de romanos (1562-1564) y después emperador (1564-1576).
- Rodolfo II, hijo y sucesor del emperador Maximiliano II, archiduque de Austria. Rodolfo V (1576-1608), rey de romanos (1575-1576) y después emperador (1576-1612).
- Matías, hermano y sucesor del emperador Rodolfo II, archiduque de Austria (1608-1619), emperador (1612-1619).
  - Maximiliano III, hermano de Rodolfo II y Matías, fue gobernador de Tirol entre 1612 y 1618.

#### B. Línea de Austria-Estiria
- Carlos II, hijo y sucesor del emperador Fernando I, archiduque en Austria Interior (Estiria, Carintia, Carniola) (1564-1590).
- Fernando II, hijo del precedente, archiduque en Austria Interior (1590-1637), reunió las dos ramas familiares como sucesor del emperador Matías en 1619; fue elegido emperador (1619-1637).

#### C. Línea de Austria-Tirol
- Fernando II, hijo y sucesor del emperador Fernando I, conde de Tirol (1564-1595). Debido a que su descendencia masculina derivaba de su matrimonio morganático, su herencia pasó a Rodolfo II y posteriormente a los emperadores Matías y Fernando II.

La descendencia del hermano del emperador Fernando II (archiduque Fernando III) fueron archiduques en Austria Anterior y Condes de Tirol desde que el emperador le cediera estos territorios en 1623.
- Leopoldo V, hermano del emperador Fernando II, este le asignó el gobierno de Tirol y Austria Anterior en 1619, y en 1623 se desgajó este territorio para su descendencia. Murió en 1632.
- Fernando Carlos, archiduque en Austria Anterior y Tirol (1628-1662).
- Segismundo Francisco, archiduque en Austria Anterior y Tirol (1662-1665); hermano y sucesor del precedente, su muerte sin descendencia revirtió sus territorios a la rama principal, al emperador Leopoldo I.

### Emperadores del Sacro Imperio Romano Germánico, archiduques de Austria: territorios reunidos

Blasón de los Habsburgo-Lorena.

- Leopoldo VI, archiduque de Austria y emperador (1658-1705).
- José I, archiduque de Austria (1705-1711), rey de romanos (1690-1705) y después emperador (1705-1711).
- Carlos III, archiduque de Austria y emperador (1711-1740).
- María Teresa, heredera de los Habsburgo y mujer del emperador Francisco I (1745-1765), duque de Lorena, reinó como Archiduquesa de Austria y Reina de Hungría y Bohemia (1740-1780).

Con María Teresa acaba la casa de Habsburgo como tal, que derivó en la Casa de Habsburgo-Lorena. La nueva Casa real surge cuando el emperador Carlos VI del Sacro Imperio Romano Germánico en sus últimos años de vida emite la Pragmática Sanción de 1713, donde se establece que su hija María Teresa I de Austria, sería la emperatriz germánica y su esposo solo su consorte. Así, los hijos de María Teresa y Francisco de Lorena serían los miembros de la nueva dinastía.

### Casa de Habsburgo-Lorena

#### Habsburgo-Lorena, línea principal: emperadores del Sacro Imperio Romano Germánico, archiduques de Austria

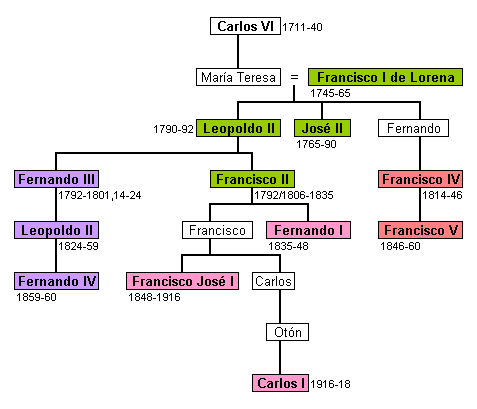
Árbol genealógico de los Habsburgo-Lorena: emperadores germánicos (en verde), grandes duques de Toscana (en morado), duques de Módena (en rojo), emperadores de Austria (en rosa). Carlos VI fue el último emperador de la casa de Habsburgo (ver árbol genealógico). Francisco I y Leopoldo II (como Leopoldo I) fueron también grandes duques de Toscana. El emperador germánico Francisco II se convirtió en 1806 en el primer emperador de Austria como Francisco I.

- José II, archiduque de Austria (1780-1790), rey de romanos (1764-1765) y después emperador (1765-1790).
- Leopoldo VII, archiduque de Austria y emperador (1790-1792).
- Francisco I, archiduque de Austria y emperador (1792-1806).

La Casa de Habsburgo-Lorena conservó Austria y las posesiones adjuntas después de la disolución del Sacro Imperio Romano Germánico.
Un hijo de Leopoldo II fue Rainiero de Austria, cuya mujer era de la Casa de Saboya; una hija Adelaida, Reina de Cerdeña, fue la mujer del rey Víctor Manuel II de Piamonte, Saboya y Cerdeña y rey de Italia. Sus hijos se casaron en las Casas Reales de Bonaparte; Sajonia-Coburgo-Gotha (Braganza, Portugal); Saboya (España), y los ducados de Montferrat y Chablis.

#### Habsburgo-Lorena, línea principal: emperadores de Austria

El escudo del Imperio austríaco (desde 1815).

- Francisco I, emperador de Austria (1804-1835): también fue Francisco II del Sacro Imperio Romano Germánico.
- Fernando I, emperador de Austria (1835-1848).
- Francisco José, emperador de Austria (1848-1916).
- Carlos I, emperador de Austria (1916-1918). Murió en el exilio en 1922. Su mujer, la emperatriz Zita, pertenecía a la casa ducal de los Borbón-Parma.

Casa de Habsburgo-Lorena, línea principal: Jefes de la Casa de Habsburgo (post-monarquía). Carlos I fue expulsado de sus dominios después de la Primera Guerra Mundial con la disolución del Imperio austrohúngaro. Él y su familia perdieron el derecho de herencia o cualquier distinción monárquica.
- Carlos I (1918-1922).
- Otón de Habsburgo (1912-2011).
- Zita de Borbón-Parma, guardiana (1922-1930).
- Carlos de Habsburgo-Lorena, quien obtuvo en 2007 sus derechos dinásticos por abdicación de su padre, Otón.

#### Ramas menores soberanas de la Casa de Habsburgo-Lorena

Armas de la Casa de Austria-Toscana

##### Casa de Austria-Toscana: grandes duques de Toscana
- Francisco II Esteban (1737-1765) (más tarde Francisco I, Emperador del Sacro Imperio Romano Germánico).

Francisco II asignó el Gran Ducado de Toscana a su segundo hijo Pedro Leopoldo, que a su vez lo asignó a su segundo hijo después de su ascensión como Emperador del Sacro Imperio Romano Germánico. Toscana permaneció como dominio de esta rama de cadetes de la familia hasta la unificación de Italia.
- Pedro Leopoldo (1765-1790) (más tarde Leopoldo II, Emperador del Sacro Imperio Romano Germánico).
- Fernando III (1790-1800, 1814-1824).
- Leopoldo II (1824-1849, 1849-1859).
- Fernando IV (1859-1860).

Casa de Austria-Toscana: línea de Toscana, posmonarquía
- Fernando IV (1860-1908).
- Archiduque Pedro Fernando, Príncipe de Toscana (1908-1948).
- Ulrich Habsburgo-Lorena (1941-presente).
- Godofredo de Austria-Toscana (1948-1984).
- Leopoldo Francisco de Austria-Toscana (1948-1993).
- Segismundo de Austria-Toscana (1993-presente).

##### Casa de Austria-Este: ducado de Módena

Armas de la Casa de Austria-Este

El ducado de Módena fue asignado a una rama menor de la familia por el Congreso de Viena. Se perdió con la unificación de Italia.
- Francisco IV (1814-1831, 1831-1846).
- Francisco V (1846-1848, 1849-1859).

Casa de Austria-Este: línea de Módena, posmonarquía
- Francisco V (1859-1875).
- Francisco Fernando, archiduque de Austria-Este (1875-1914).
- Carlos, archiduque de Austria-Este (1914-1917).
- Roberto, archiduque de Austria-Este (1917-1996).
- Príncipe Lorenzo, archiduque de Austria-Este (1996-presente).

##### Casa de Habsburgo-Lorena: ducado de Parma
El ducado de Parma fue asimismo asignado a un Habsburgo, pero no estuvo en la Casa mucho tiempo antes de sucumbir a la unificación de Italia. Fue otorgado a la segunda mujer de Napoleón Bonaparte, María Luisa Duquesa de Parma, una hija de Francisco II, Emperador del Sacro Imperio Romano Germánico, que era la madre de Napoleón II de Francia. Napoleón se había divorciado de su estéril esposa Marie Josèphe Rose Tascher de la Pagerie (más conocida en la historia como Josefina de Beauharnais) en favor de María Luisa.
- María Luisa (1814-1847).

##### Casa de Habsburgo-Lorena: emperador de México

Escudo de armas del Segundo Imperio Mexicano.

Maximiliano, hermano del emperador de Austria Francisco José, fue convencido por una delegación mexicana del partido conservador, la Iglesia católica y Napoleón III para asumir el trono de México. El Imperio Mexicano terminó en una derrota militar por el partido liberal, ya que el apoyo militar francés fue retirado antes de tiempo por problemas internos que tuvo el emperador de Francia, aunado a las derrotas que los mexicanos liberales le causaban al ejército francés. Maximiliano fue fusilado por las tropas republicanas de Benito Juárez en el Cerro de las Campanas en Querétaro en 1867.
- Maximiliano I (1863-1867).

#### Ramas menores no soberanas de la Casa de Habsburgo-Lorena

##### Casa de Austria-Teschen: duques de Teschen

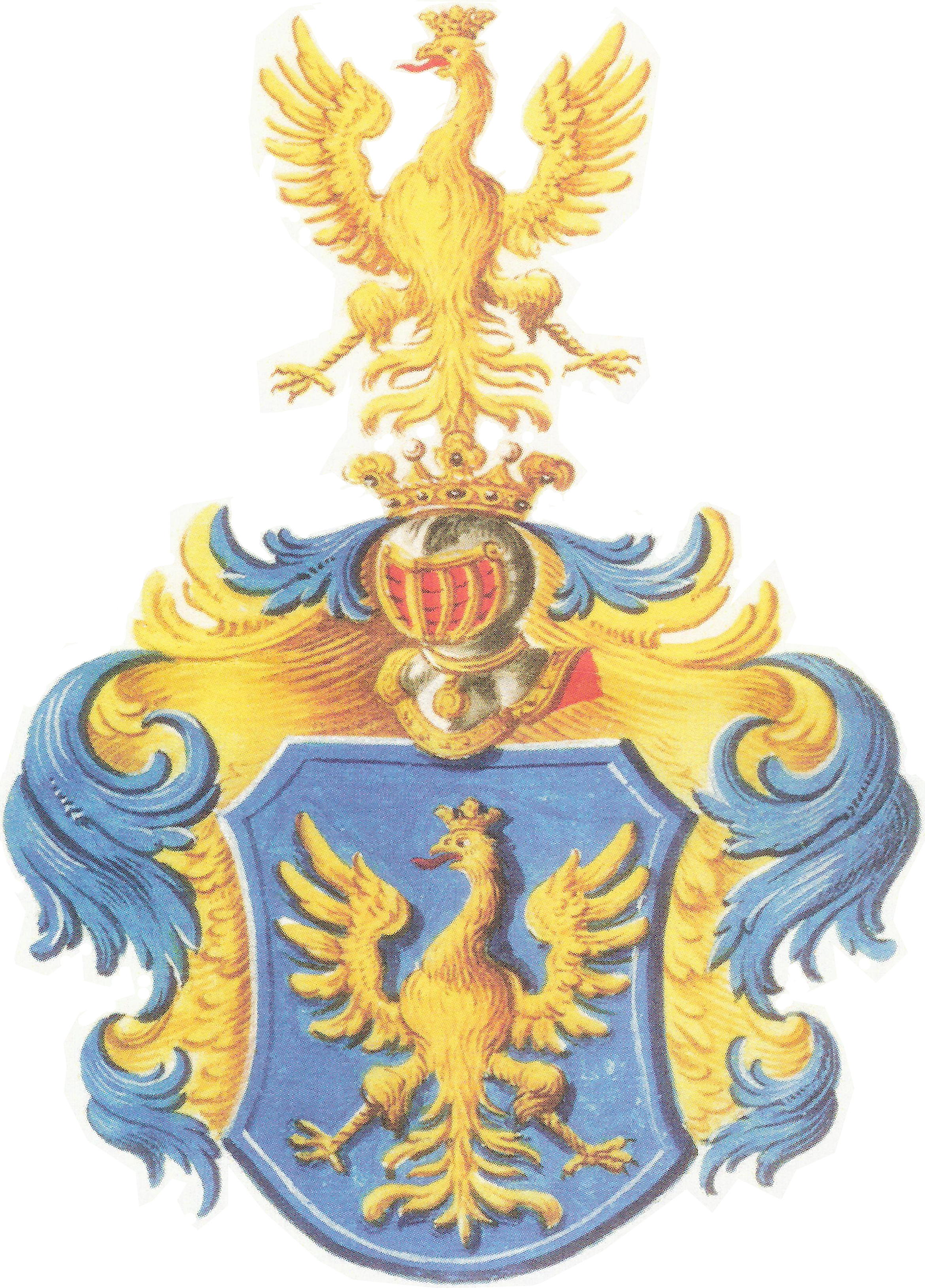
Escudo del Ducado de Teschen

El ducado de Teschen fue sucedido por Carlos de Austria-Teschen, hijo de Leopoldo II y de María Luisa de Borbón, comandante en jefe del ejército austriaco durante las guerras napoleónicas.
- Carlos de Austria-Teschen, duque de Teschen.(1771-1847).
- Alberto de Austria-Teschen, duque de Teschen.(1847-1895).
- Federico de Austria-Teschen, duque de Teschen. (1895-1918).

Casa de Austria-Teschen: posmonarquía
- Federico de Austria-Teschen, duque titular de Teschen.(1918-1936).
- Francisco Alberto de Austria-Teschen, duque titular de Teschen. (1946-1955).

##### Casa de Hohenberg

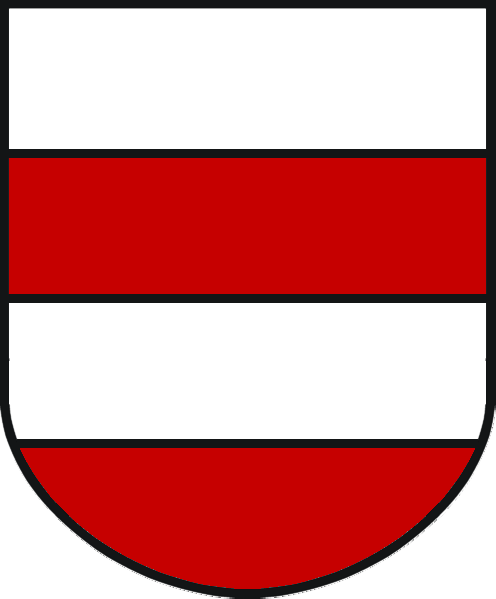
Escudo duques de Hohenberg

La Casa Ducal de Hohenberg desciende de la condesa Sophie Chotek (1868-1914), que en 1900 se casó con el archiduque Francisco Fernando de Austria-Este (1863-1914), el heredero al trono de Austria-Hungría. Como su matrimonio era morganático, ninguno de sus hijos estaba en la línea de sucesión al trono austro-húngaro por los que a su muerte el archiduque Carlos, luego Carlos I, heredaría el trono. Representan la línea agnática superior de la Casa de Habsburgo-Lorena.
- Sophie, duquesa de Hohenberg (1868-1914), anteriormente princesa de Hohenberg desde el momento de su matrimonio en 1900.
- Maximiliano de Hohenberg, duque de Hohenberg (1902-1918).

Casa de Hohenberg: posmonarquía
- Maximiliano de Hohenberg, Duque titular de Hohenberg(1918-1962).
- Franz de Hohenberg, duque titular de Hohenberg (1927-1977).
- Georg de Hohenberg, duque titular de Hohenberg (1929–2019).

## Habsburgo como reyes de Hungría

Escudo del Reino de Hungría

El reino de Hungría permaneció en la familia de los Habsburgo durante siglos; pero como el reino no fue estrictamente heredado (Hungría era una monarquía electiva hasta 1687) y fue a veces usado como un terreno de entrenamiento para los jóvenes Habsburgo, las fechas de gobierno no siempre encajan con las de las posesiones principales de los Habsburgo. Por eso, los reyes de Hungría están listados de forma separada.

### Línea albertina: reyes de Hungría
- Alberto, rey de Hungría (1437-1439).
- Ladislao V el Póstumo, rey de Hungría (1440/1444-1457).

### Habsburgos austríacos: reyes de Hungría
- Fernando I, rey rival de Hungría (1526-1538); rey de Hungría (1540-1564).
- Maximiliano I, rey de Hungría (1563-1576).
- Rodolfo I, rey de Hungría (1572-1608).
- Matías, rey de Hungría (1608-1619).
- Fernando II, rey de Hungría (1618-1637).
- Fernando III, rey de Hungría (1625-1657).
- Fernando IV, rey de Hungría (1647-1654).
- Leopoldo I, rey de Hungría (1655-1705).
- José I, rey de Hungría (1687-1711).
- Carlos III, rey de Hungría (1711-1740).
- María Teresa, reina de Hungría (1740-1780).

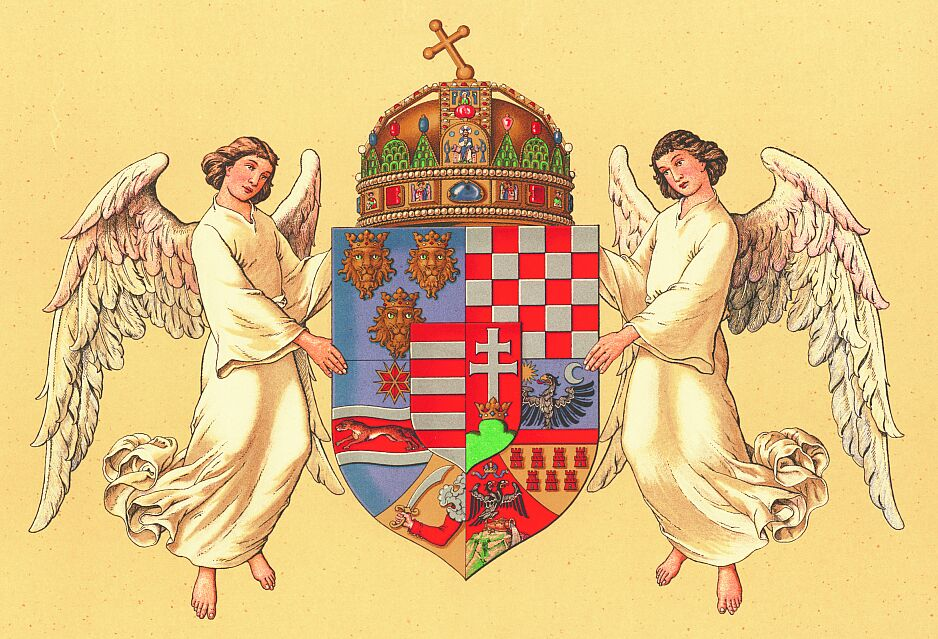
Escudo de los Habsburgo Reyes de Hungría

### Casa de Habsburgo-Lorena, línea principal: reyes de Hungría
- José II, rey de Hungría (1780-1790).
- Leopoldo II, rey de Hungría (1790-1792).
- Francisco, rey de Hungría (1792-1835).
- Fernando V, rey de Hungría (1835-1848).
- Francisco José I, rey de Hungría (1848-1916).
- Carlos IV, rey de Hungría (1916-1918).

## Habsburgos como reyes de Bohemia

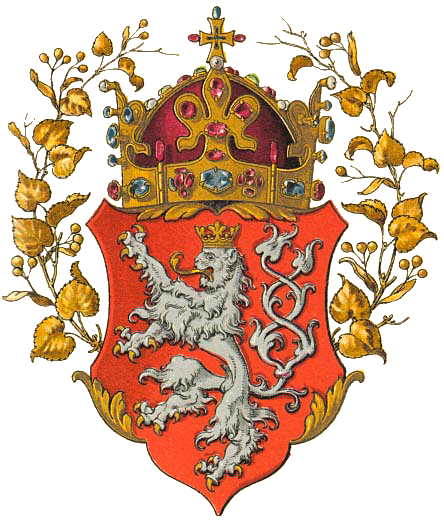
Escudo reino de Bohemia

El reino de Bohemia fue durante siglos una posición elegida por sus nobles. Como resultado, no era una posición automáticamente heredada. El rey de Bohemia tendía a ser un Habsburgo, pero no siempre. Así, los reyes de Bohemia y sus fechas de gobierno están listadas de forma separada.

### Línea principal: reyes de Bohemia
- Rodolfo I, rey de Bohemia (1306-1307).

### Línea albertina: reyes de Bohemia
- Alberto, rey de Bohemia (1437-1439).
- Ladislao el Póstumo, rey de Bohemia (1453-1457).

### Habsburgos austríacos: reyes de Bohemia
- Fernando I, rey de Bohemia (1526-1564).
- Maximiliano I, rey de Bohemia (1562-1576).
- Rodolfo II, rey de Bohemia (1575-1611).
- Matías, rey de Bohemia (1611-1619).
- Fernando II, rey de Bohemia (1617-1619; 1620-1637).
- Fernando III, rey de Bohemia (1627-1657).
- Fernando IV, rey de Bohemia (1646-1654).
- Leopoldo I, rey de Bohemia (1656-1705).
- José I, rey de Bohemia (1705-1711).
- Carlos II, rey de Bohemia (1711-1740).

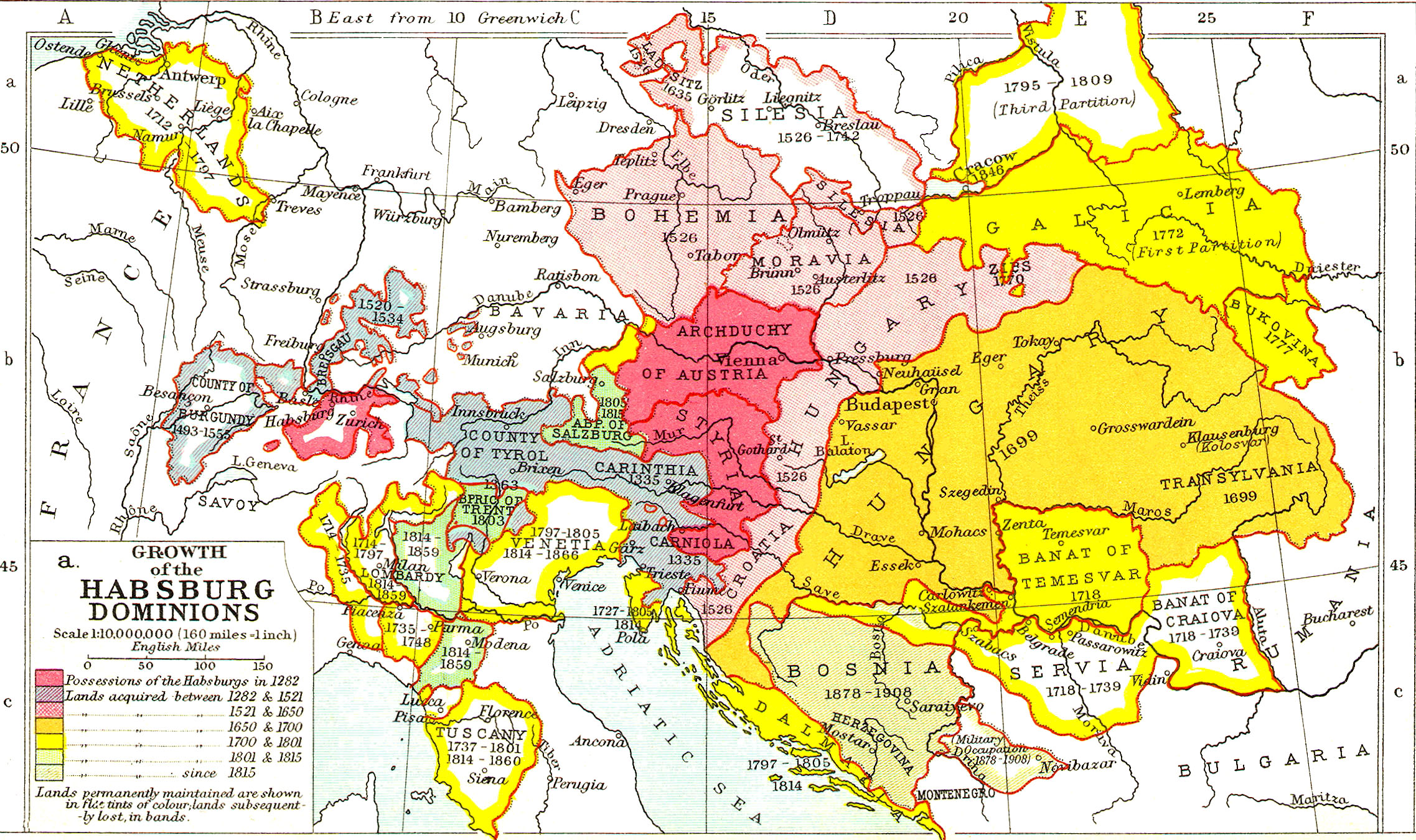
Extensión y engrandecimiento a lo largo de los siglos del Imperio Habsburgo.

### Casa de Habsburgo-Lorena, línea principal: reyes de Bohemia
Desde la ascensión de María Teresa, el reino de Bohemia se unió con las posesiones austríacas.
- María Teresa, reina de Bohemia (1740-1780).
- José II, rey de Bohemia (1780-1790).
- Leopoldo II, rey de Bohemia (1790-1792).
- Francisco, rey de Bohemia (1792-1835).
- Fernando V, rey de Bohemia (1835-1848).
- Francisco José I, rey de Bohemia (1848-1916).
- Carlos III, rey de Bohemia (1916-1918).

## Habsburgos como reinas consortes de Francia
Dado que desde épocas modernas chocaron los intereses de los territorios regidos por los Habsburgo (Austria y España) y los regidos por las dinastías sucesoras de los Capeto (Valois y Borbón), se intentó suavizar las tensiones conviniendo matrimonios con reyes de Francia.

### Habsburgos austríacos
- Isabel de Austria, esposa del rey Carlos IX de Francia.
- Leonor de Austria, infanta de España (1498-1558), esposa del rey Francisco I de Francia.

### Habsburgos españoles
- Ana de Habsburgo, infanta de España, (1601-1666), esposa del rey Luis XIII.
- María Teresa de España (1638-1683), esposa de rey Luis XIV.

### Habsburgo-Lorena
- María Antonieta (1755-1793), esposa del rey Luis XVI.
- Reina María Cristina de Austria, bisnieta de Leopoldo II de Austria. Esposa de Alfonso XII de España y madre de Alfonso XIII.

Blasón de los primeros condes de Habsburgo.

## Ascensión al trono del Sacro Imperio Romano Germánico
Los Habsburgo accedieron por primera vez al trono alemán en 1273, con Rodolfo I (1218-1291). Previamente habían obtenido los ducados de Austria, Estiria y Carniola. Volvieron a ostentar la Corona imperial en tiempos de su hijo Alberto I (1250-1308), elegido en 1298, después del interregno de Adolfo de Nassau, al que destronó. Sin embargo, a duras penas consiguió mantenerse como rey de Alemania, gracias al apoyo de Francia, Bohemia y el Papado, porque muchos príncipes alemanes se opusieron hasta que murió asesinado por su propio sobrino, Juan de Suabia, pasando la Corona imperial a la Casa de Luxemburgo.
De nuevo consiguieron la corona imperial en 1438, con Alberto II (1397-1439). A partir de entonces, aunque la dignidad imperial siguió siendo teóricamente electiva, quedó vinculada a la Casa de Habsburgo hasta la desaparición del Sacro Imperio (con una breve interrupción en 1740-1745). Le sucedió al frente de la Casa y del Imperio su primo Federico III de Habsburgo (1415-1493), que inició la serie de enlaces matrimoniales que extendieron los dominios de la Casa hacia Europa occidental, al casar a su hijo Maximiliano I (1459-1519) con María de Borgoña, que proporcionó a los Habsburgo los amplios territorios borgoñones de los Países Bajos y el Franco Condado. Su hijo Felipe I el Hermoso (1478-1506), fue rey de Castilla por matrimonio con la heredera de los Reyes Católicos, Juana I la Loca. El hijo de ambos, Carlos V (1500-58), reinó en España con el nombre de Carlos I, antes de ser elegido emperador en 1519. La herencia de Carlos reunía en una sola persona Austria, los Países Bajos, el Franco Condado, Castilla (con Navarra, Granada y las Indias recién descubiertas) y la Corona de Aragón (con Nápoles, Sicilia y Cerdeña). Con él llegó a su apogeo el poderío de la Casa, llegando a concebir un ideal de Monarquía cristiana universal, que fracasó ante la resistencia opuesta a sus planes por Francia y por la reforma protestante, que escindió a la Cristiandad occidental. En la práctica solo fue la más poderosa de las monarquías autoritarias de Europa Occidental con las que competía. Al abdicar en 1556 Carlos repartió sus dominios entre su hermano Fernando y su hijo Felipe, creando así dos ramas de la familia, asentadas respectivamente en Austria y en España.

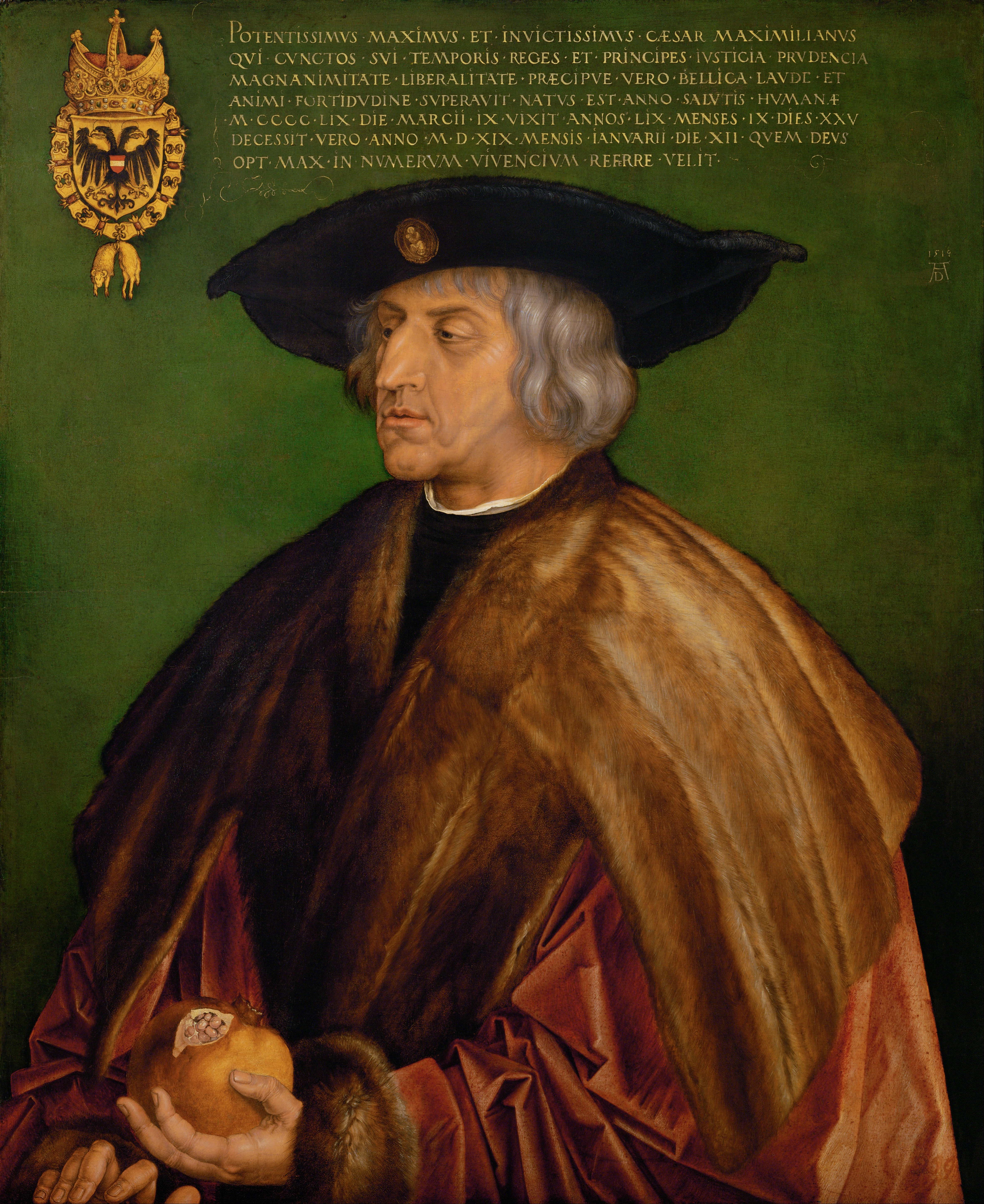
Maximiliano I (r. 1508-1519), retrato por Alberto Durero.

Fernando I (1503-1564) recibió el Imperio en 1558 junto con los dominios patrimoniales originales de la Casa en Austria. Su matrimonio le proporcionó, además, Bohemia y Hungría. Al morir, la rama austriaca de la Casa se dividió, a su vez, en tres líneas: los Habsburgo de Austria (Rodolfo II y Matías, con quien se extingue esta línea en 1619), los del Tirol (que se extinguen en 1666) y los de Estiria (Fernando II, Fernando III, Leopoldo I, José I…). Estos últimos heredaron la dignidad imperial y acabaron reuniendo de nuevo los dominios repartidos desde la muerte de Fernando I.

## Fin del Sacro Imperio Romano Germánico
La Paz de Westfalia de 1648 supuso la pérdida de poder real del emperador y una mayor autonomía de los trescientos cincuenta Estados resultantes. A todos los efectos, el Sacro Imperio Romano Germánico pasó a ser una confederación de Estados. Después se creó en 1658 la Liga del Rin que interfirió aún más en el poder de la Casa de Austria en España.
Francisco II (r. 1792-1806) fue el último soberano del Sacro Imperio Romano Germánico, disuelto oficialmente el 6 de agosto de 1806 tras las victorias militares de Napoleón Bonaparte. Las guerras contra Francia resultaron en el fin del dominio austríaco sobre los Países Bajos y el Milanesado (1797), así como sus dominios en la orilla izquierda del Rin (1801).

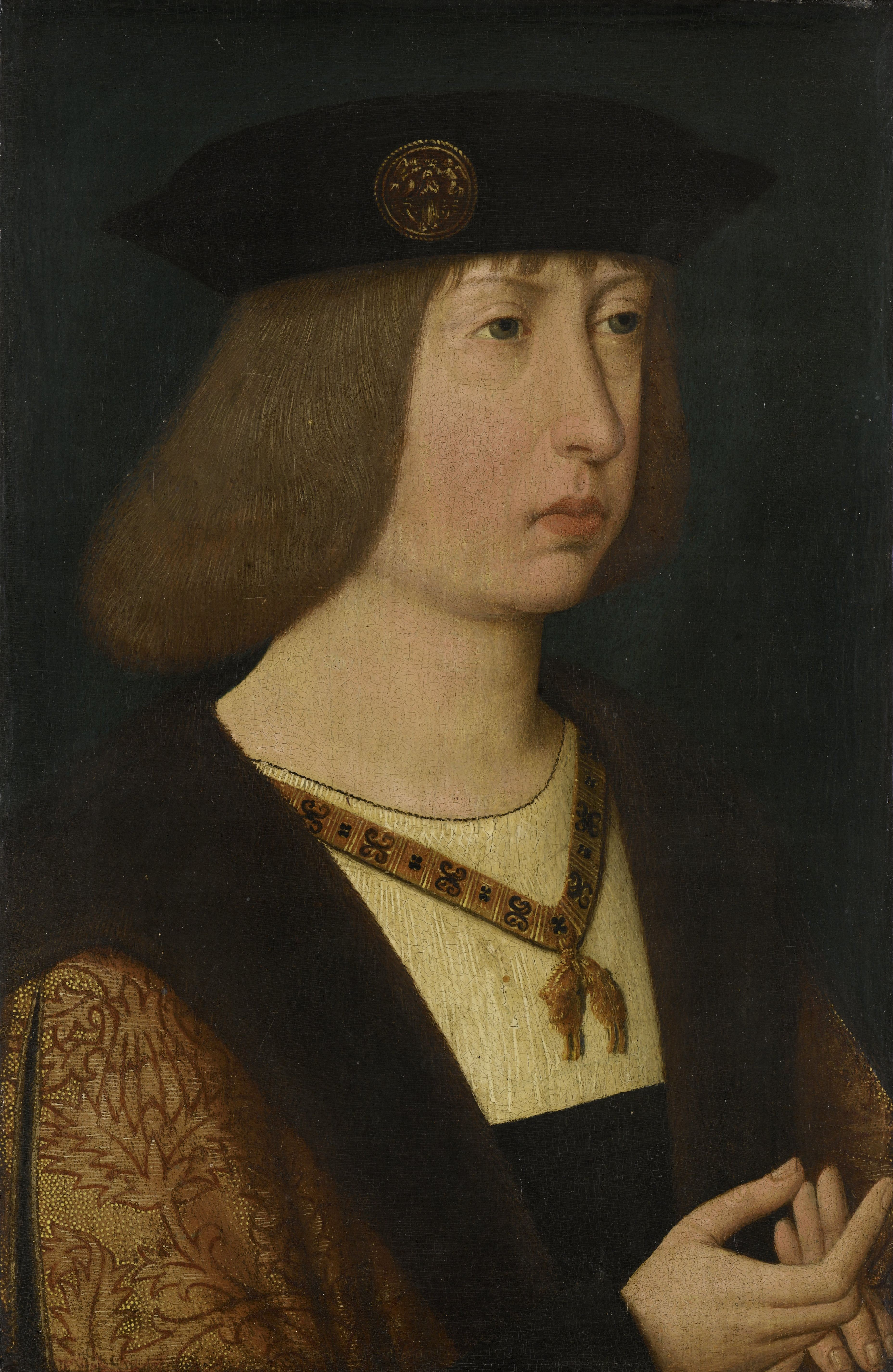
Felipe I el Hermoso, rey consorte de Castilla, primero en los actuales territorios españoles